# Restituto di Cartagine
Restituto (... – Cartagine, IV secolo) è stato vescovo di Cartagine nella seconda metà del IV secolo. venerato come santo dalla Chiesa cattolica.

## Biografia
Non si conoscono le date esatte dell'episcopato di Restituto, che è compreso tra il 345/348, periodo in cui il predecessore Grato presiedette un concilio a Cartagine, e il 390, anno in cui è attestato il successore Geneclio.
Restituto è storicamente documentato nel mese di luglio del 359, quando prese parte, e probabilmente presiedette, il concilio di Rimini, voluto dall'imperatore Costanzo II per ratificare una formula di fede, stabilita nel terzo concilio di Sirmio il 22 maggio precedente, che cercava di conciliare la fede di Nicea con le posizioni ariane. Restituto tuttavia si fece portavoce della maggioranza dei vescovi che, il 21 luglio, per mantenere il proprio attaccamento alla fede nicena, respinse questa formula di fede e scomunicò i suoi principali sostenitori, Ursacio di Singiduno, Valente di Mursa, Germinio di Sirmio e Gaio, di sede sconosciuta.
Il concilio inviò due delegazioni a Costantinopoli, presso l'imperatore: una designata dalla maggioranza dei vescovi, alla cui guida fu posto Restituto di Cartagine, e l'altra designata dalla minoranza ariana. Mentre quest'ultima fu accolta nella capitale, la delegazione guidata da Restituto fu relegata nei pressi di Adrianopoli in Tracia. Sottoposti a forti pressioni, il 10 ottobre Restituto e gli altri delegati della maggioranza finirono per accettare di rivedere la loro decisione del 21 luglio e per firmare un protocollo destinato ad accogliere la formula di fede semi-ariana del 22 maggio.
Eccetto questi fatti, databili al 359, non si conosce nulla dell'episcopato di Restituto. Tre testi si collegano alla vita di questo vescovo cartaginese. Una lettera attribuita a papa Damaso, ma che probabilmente venne scritta da un donatista, accusò Restituto di essere non solo un discepolo di Ario, ma un maestro dell'arianesimo. Possidio fa menzione di un sermone, oggi perduto, che Agostino d'Ippona avrebbe scritto in occasione dell'anniversario della sua morte (de depositione episcopi Restituti Carthaginiensis). A meno che si tratti di un vescovo omonimo, il testo di Agostino lascerebbe supporre che, dopo i fatti dell'ottobre 359, Restituto sia ritornato sui suoi passi per ritrattare la formula semi-ariana da lui sottoscritta o che forse subì il martirio ad opera dei donatisti. Di certo un antico calendario liturgico cartaginese fa menzione del vescovo Restituto, senza indicazione della sede di appartenenza, alla data del 29 agosto.
San Restituto fu inserito da Cesare Baronio nel Martirologio Romano alla data del 9 dicembre. L'odierno martirologio, riformato a norma dei decreti del Concilio Vaticano II, ha spostato la data della sua commemorazione al 28 agosto e lo ricorda con queste parole: